# Băsești
Basesti là một xã thuộc hạt Maramureș, România. Dân số thời điểm năm 2002 là 1613 người.